# Thomas J. Dodd

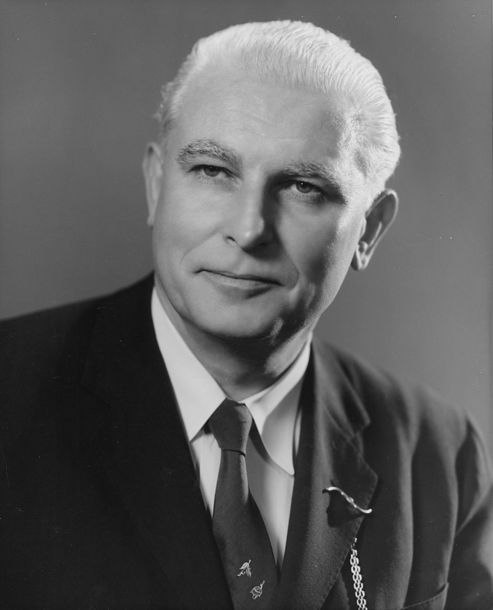
Thomas J. Dodd

Thomas Joseph Dodd (* 15. Mai 1907 in Norwich, Connecticut; † 24. Mai 1971 in Old Lyme, Connecticut) war ein US-amerikanischer Politiker der Demokratischen Partei. Von 1953 bis 1957 und von 1959 bis 1971 saß er für den US-Bundesstaat Connecticut im US-Repräsentantenhaus und im US-Senat.

## Frühes Leben
Dodd wurde in Norwich in Connecticut als Sohn von Abigail Margaret und Thomas Joseph Dodd, einem Bauunternehmer, geboren. Seine Großeltern stammten sämtlich aus Irland. Zu Beginn seiner Schulzeit besuchte er das Saint Anselm College, ein katholisch geprägtes College in New Hampshire. 1930 schloss er sein Philosophiestudium am Providence College ab. 1933 beendete er dann ein Jurastudium an der Yale University. Ein Jahr später heiratete er dann Grace Murphy. Aus der Ehe gingen 6 Kinder hervor, unter anderem der spätere US-Senator Chris Dodd sowie der spätere Diplomat Thomas J. Dodd, Jr.
1933 und 1934 arbeitete er als Special Agent für das FBI. Ab 1935 vertrat er die National Youth Administration im Bundesstaat Connecticut. Ab 1938 bis 1945 diente er insgesamt 5 Justizministern als persönlicher Assistent. Aus diesem Grund wurde er auch nicht für den Kriegsdienst vorgesehen. Von 1945 bis 1946 wurde Dodd dann bei den Kriegsverbrecherprozessen im deutschen Nürnberg eingesetzt. Während dieser Zeit war er im Mitarbeiterstab des US-amerikanischen Hauptanklägers Robert H. Jackson tätig. Im Sommer 1946 wurde er von Jackson zum amtierenden Hauptanklagevertreter benannt, da Jackson selbst in die USA zurückkehrte. Im Oktober 1946 kehrte auch Dodd in die USA zurück. Nach seiner Rückkehr aus Nürnberg wurde Dodd mit mehreren Orden bedacht, unter anderem dem tschechoslowakischen Orden des Weißen Löwen. Er war in den Jahren von 1947 bis 1953 als Rechtsanwalt in Hartford tätig.

## Kongress
Dodd wurde als Kandidat der Demokratischen Partei 1952 zum ersten Mal ins US-Repräsentantenhaus gewählt. Dort vertrat er den 1. Kongressdistrikt von Connecticut. 1954 gelang ihm die Wiederwahl. Im Jahr 1956 kandidierte er dann für den Senatssitz, der von Prescott Bush gehalten wurde. Bush konnte sich durchsetzen. Dodds Kandidatur 1958 war dagegen erfolgreich, ab 1959 vertrat er als einer der beiden Senatoren von Connecticut den Bundesstaat im US-Senat.
1961 besuchte Dodd als Senator die Demokratische Republik Kongo, um sich ein Bild vom dort herrschenden Bürgerkrieg zu machen. Während seiner Amtszeit setzte er sich auch für ein schärferes Waffenrecht ein. Diese Bemühungen gipfelten im von ihm mit entworfenen Gun Control Act of 1968.
Im Jahr 1967 wurde Dodd vom Senat offiziell gerügt. Er hatte Wahlkampfspenden, die er für seine erfolgreiche Wiederwahl 1964 eingeworben hatte, auf Privatkonten umgeleitet und das Geld ausgegeben. Aufgrund dessen wurde er von den Demokraten für eine Wiederwahl 1970 nicht mehr nominiert. Dodd trat daraufhin als unabhängiger Kandidat an, konnte sich jedoch nicht, ebenso wie der demokratische Kandidat Joseph Duffey, gegen den Republikaner Lowell P. Weicker, Jr. durchsetzen. Dodd schied 1971 endgültig aus dem Kongress aus.

## Tod und posthumes Wirken
Nur Monate nach seiner Wahlniederlage verstarb Dodd an einem Herzinfarkt.
In seiner Geburtsstadt Norwich wurde das Thomas J. Dodd Memorial Stadium nach ihm benannt. 2003 benannte die University of Connecticut den Thomas J. Dodd Prize in International Justice and Human Rights nach ihm.